# Caragheorghe
Caragheorghe sau Karađorđe Petrović (în sârbă Карађорђе Петровић; n.  ?) a fost conducătorul Primei Răscoale Sârbe împotriva dominației otomane și fondatorul dinastiei Karagheorghevic. În limba turcă, Caragheorghe înseamnă „Gheorghe cel negru”.
A locuit la Hotin și Chișinău. Unul dintre fiii acestuia este înmormântat în cimitirul central din capitala Republicii Moldova.
Despre Caragheorghe unii cercetători susțin că a fost vlah sau macedo-român.